# Joênia Wapixana
Joênia Wapixana, właściwie Joênia Batista de Carvalho (ur. 20 kwietnia 1974 w Boa Vista w stanie Roraima w Brazylii) – brazylijska adwokatka z plemienia Wapixana, deputowana do brazylijskiej Izby Deputowanych z ramienia partii REDE, laureatka United Nations Prize in the Field of Human Rights (Nagrody ONZ w dziedzinie praw człowieka).

## Życiorys
Joênia Batista de Carvalho urodziła się w wiosce plemienia Wapixana w stanie Roraima w Regionie Północnym Brazylii. W wieku 8 lat przeniosła się wraz z rodziną do Boa Visty, stolicy stanu i tam rozpoczęła edukację. Po ukończeniu szkoły średniej podjęła pracę w biurze rachunkowym, aby zapewnić sobie środki na dalszą edukację. Rodzina oczekiwała, że wybierze zawód nauczycielki, co było najczęściej wybieraną ścieżką kariery przez wykształcone kobiety z plemion amazońskich Indian.
W 1997 roku Joênia ukończyła prawo na Universidade Federal de Roraima i została pierwszą adwokatką w Brazylii, wywodzącą się z ludów tubylczych. Od początku kariery zaangażowała się w obronę praw ludności zamieszkującej obszar rezerwatu Raposa Serra do Sol.
Obecnie Joênia mieszka w Boa Vista z mężem i dwojgiem dzieci.

## Kariera
W swojej karierze Joênia Batista de Carvalho posługuje się przydomkiem Wapixana, który jest nazwą jej plemienia.
Po ukończeniu studiów podjęła pracę w wydziale prawnym Conselho Indígena de Roraima (Rada ds. Indian stanu Roraima). W 2004 roku wniosła skargę na rząd Brazylii do Międzyamerykańskiej Komisji Praw Człowieka w Waszyngtonie. Skarga dotyczyła łamania praw plemion, zamieszkujących obszar Raposa Serra do Sol, między innymi plemienia Wapixana. Te tereny zostały przeznaczone do zamieszkania przez rdzenne plemiona w 1998 roku przez administrację prezydenta Fernando Henrique Cardoso, a decyzja została ostatecznie zatwierdzona w 2005 roku przez prezydenta Luiza Inácio Lulę da Silva. Pomimo tych administracyjnych decyzji, prawo do Raposa Serra do Sol rościli sobie również plantatorzy.
Kolejnym etapem w procesie demarkacji rezerwatu Raposa Serra do Sol była rozprawa przed Sądem Najwyższym w 2008 roku, podczas której Joênia Wapixana jako pierwsza przedstawicielka indiańskich plemion wystąpiła na posiedzeniu Sądu. W następnym roku Sąd uznał, że plemiona tubylcze mają wyłączne prawo do użytkowania rezerwatu.
W 2013 roku Joênia Wapixana została przewodniczącą nowo utworzonej Krajowej Komisji ds. Obrony Praw Ludów Rdzennych. Komisja została utworzona przez Stowarzyszenie Brazylijskich Prawników jako organ monitorujący ustawodawstwo, mające wpływ na indiańskie plemiona.
W 2018 roku głosami 8434 wyborców ze stanu Roraima, została wybrana deputowaną do brazylijskiego Kongresu z listy partii REDE.

## Nagrody
- 2004 – Reebok Human Rights Award (nagroda przyznawana obrońcom praw człowieka do 30. roku życia)[9]
- 2010 – Order Zasługi Kulturalnej[9]
- 2018 – United Nations Prize in the Field of Human Rights (Nagroda ONZ w dziedzinie praw człowieka)[10]